# Canal d'Hiver

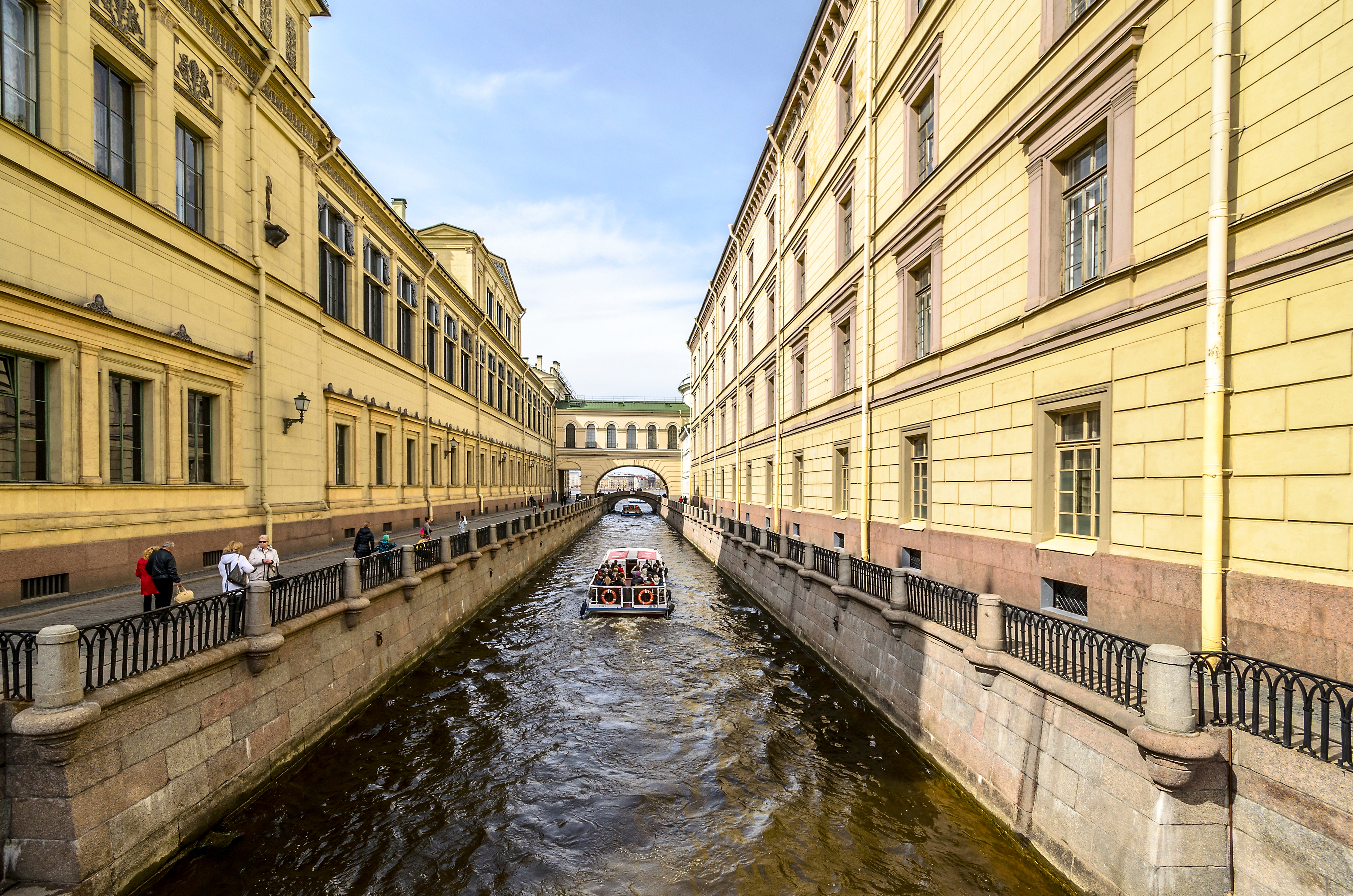
Vue du canal avec la Néva en fond et le pont de l'Ermitage

Le canal d'Hiver (en russe : Zimnaïa kanavka) est un canal situé à Saint-Pétersbourg qui relie la Moïka à la Grande Néva, à proximité du palais d'Hiver. Il mesure 228 mètres de long et est large de 20 mètres.

## Histoire

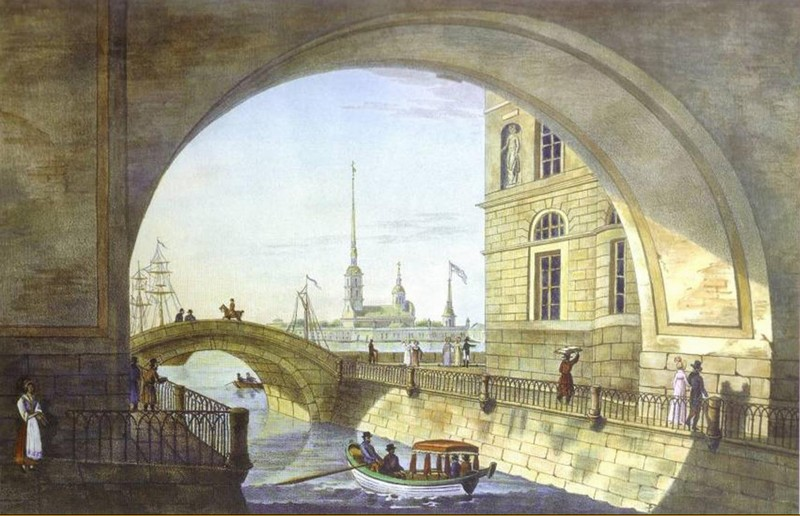
Le pont de l'Ermitage vers 1820

Le canal d'Hiver a été creusé en 1718-1719, tandis que les quais de granite ont été construits en 1782-1784 et que les parapets avec leurs grilles métalliques ont été dessinés par I. Dunker à la même époque. Il se termine par un bâtiment en arc, construit par Veldten, qui relie le palais d'Hiver, ou Vieil Ermitage, au théâtre de l'Ermitage en enjambant le canal. C'est l'une des vues les plus pittoresques de l'ancienne capitale impériale.
Le canal est d'abord dénommé canal du Vieux palais, mais à partir des années 1780, il reçoit son nom actuel qui deviendra officiel en 1828.

## Ponts
Le canal d'Hiver est surmonté de trois ponts :
- Le pont de l'Ermitage
- Le premier pont d'Hiver
- Le deuxième pont d'Hiver

. 